# Gaufrage
Pour les articles homonymes, voir Gaufrage (botanique).

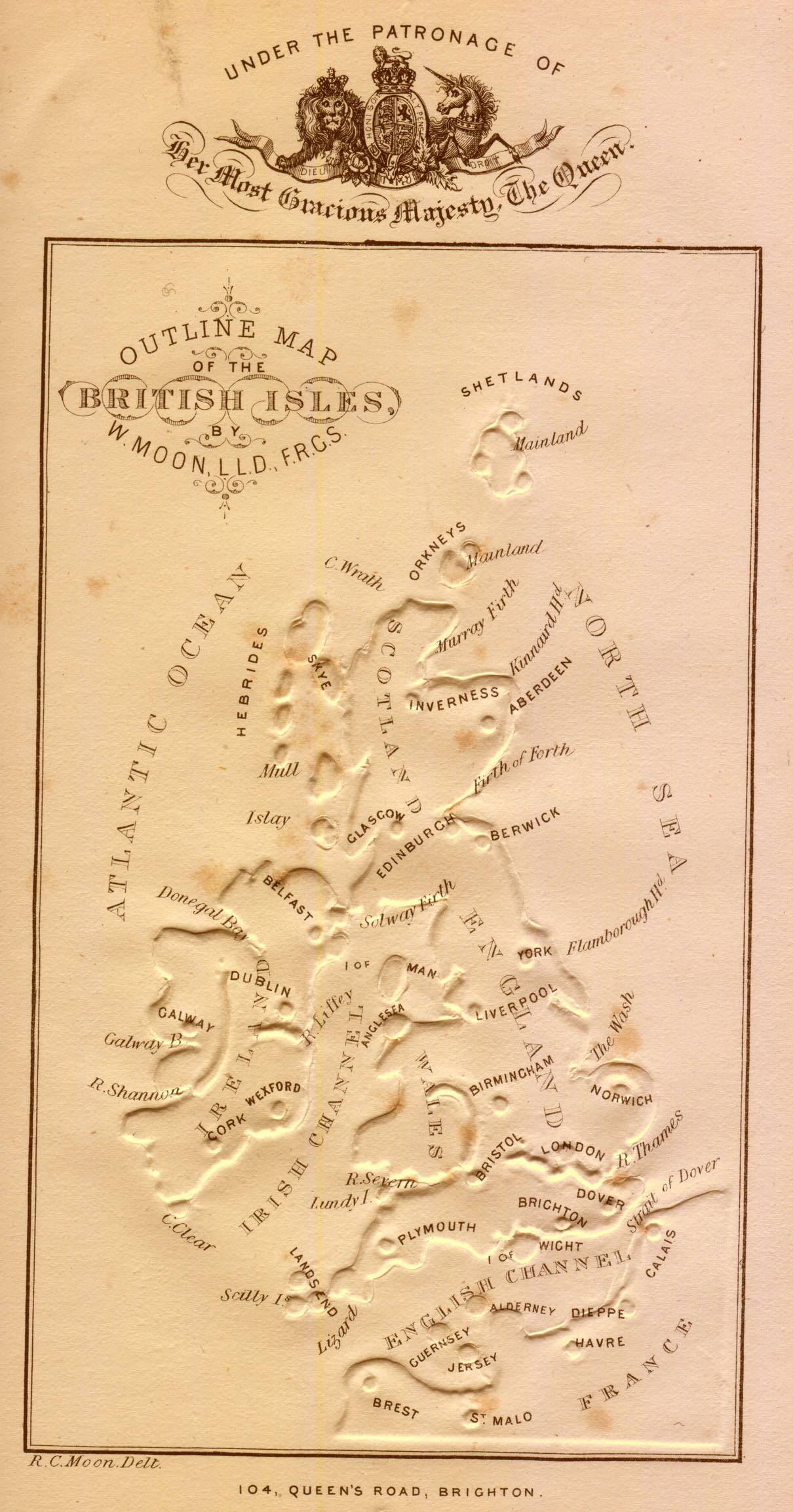
Carte gaufrée des îles Britanniques en 1877

Le gaufrage est une technique d'impression permettant d'obtenir des motifs en relief sur du papier, du carton peu épais, ou du tissu.

## Histoire
La technique du gaufrage sur tissu fut mise au point au Ve siècle av. J.-C. et transmise de génération en génération. Cependant on ne retrouvera plus de trace de ce savoir-faire avant 1680 en France à Paris. Imprimer des motifs en reliefs sur les étoffes était un luxe que seuls les plus riches pouvaient s'offrir. La technique repose  sur un principe simple qui a pu donner des applications locales différentes. Ce sont, au XVIIIe siècle avec l'invention de Chandelier, deux cylindres qui compressent le tissu afin d'y imprimer un motif : sur l'un des rouleaux on a creusé le motif et sur l'autre on a détouré le motif qui apparait en relief ; les rouleaux sont chauffés et on obtient, grâce au passage du tissu sous cette pression chaude, l'impression du motif en relief sur le tissu.
Le gaufrage est utilisé au XVIe siècle par des relieurs pour donner du relief aux couvertures des livres. Oublié pendant un temps, le gaufrage est redécouvert en Angleterre. En Allemagne à Karlsruhe, les frères Bauerkeller l'utilisent pour la typographie en 1834. Établis à Paris avec l'aide de Gutsch, ils réalisent des gaufrages de plusieurs couleurs.
Dès lors, ils utilisent cette technique pour réaliser des cartes géographiques en relief qu'ils nomment « géomontographie ». À ce titre, un plan de Paris est édité en 1839 ; il sera suivi d'un plan de New York (plus précisément, son arrondissement de Manhattan) puis d'une seconde édition du plan de Paris en 1846. Toute cette nouvelle production soumise au dépôt légal est bien représentée dans les fonds du département des cartes et plans. Cette technique de « géomontographie » permet aussi à des aveugles de profiter de la cartographie, ce que fait notamment Laas d'Aguen, alors surveillant à l'Institut national des jeunes aveugles, en améliorant le procédé pour concevoir des cartes semi-rigides .

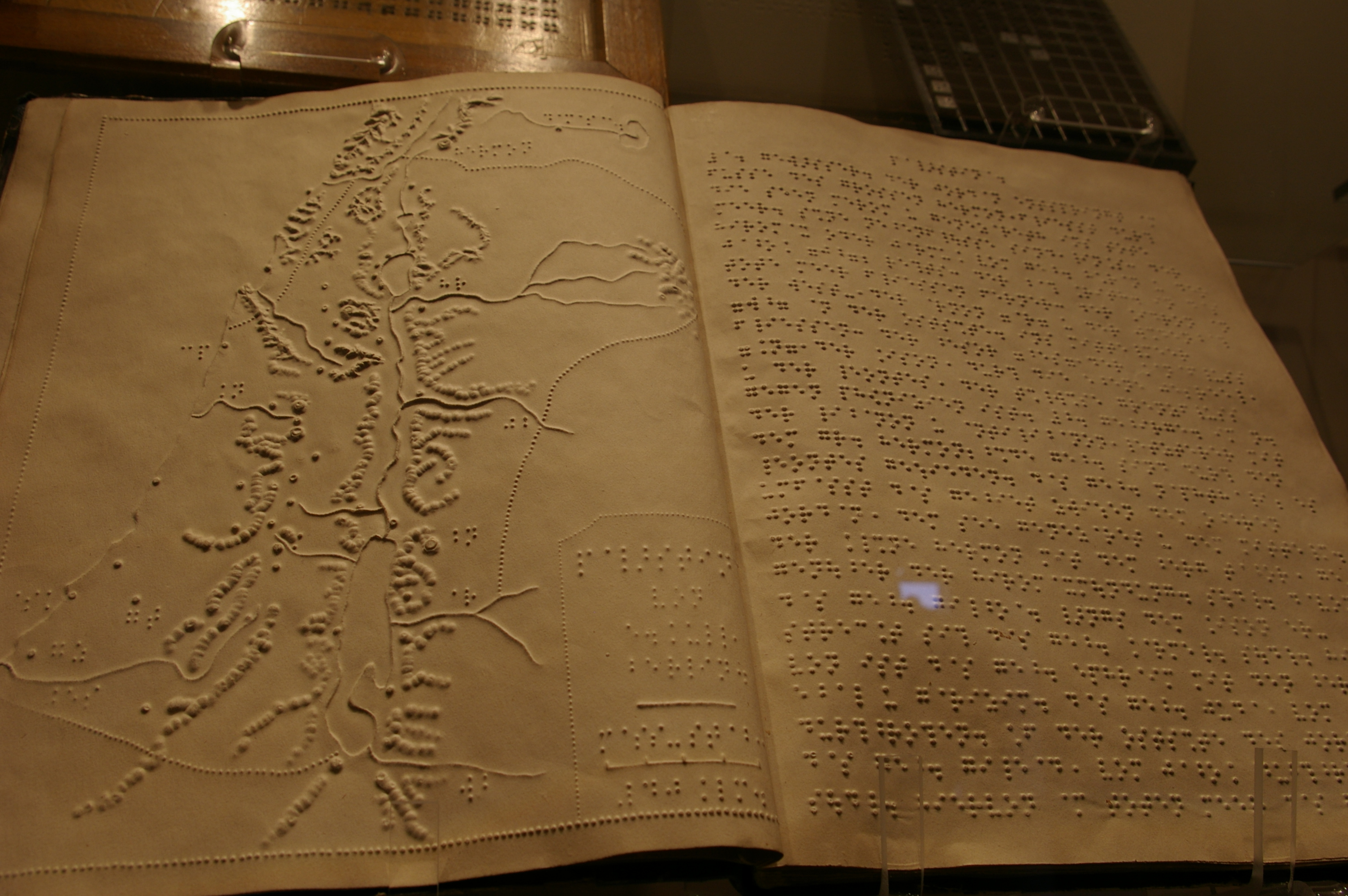
carte et écriture braille gaufrées dans un livre.

## Technique
La technique du gaufrage s'opère de différentes façon, selon la finalité.

### Gaufrage en grandes séries
En réalisant une plaque en bois ou en métal gravée en creux et fixé sur la table de la presse typographique. De la cire est appliquée sur le tympan qui reçoit la feuille. Lorsque le tympan est pressé contre la plaque gravée, la cire pousse la feuille de papier dans les creux de la gravure, donnant sa forme en relief au papier, réalisant ainsi le gaufrage.
L'amélioration de Laas d'Aguen qui permet la fabrication de cartes géographiques semi-rigides est réalisée en effectuant plusieurs fois le pressage, avec à chaque fois une nouvelle feuille de papier. Les feuilles se retrouvent ainsi collées les unes aux autres.

### Pince à gaufrer

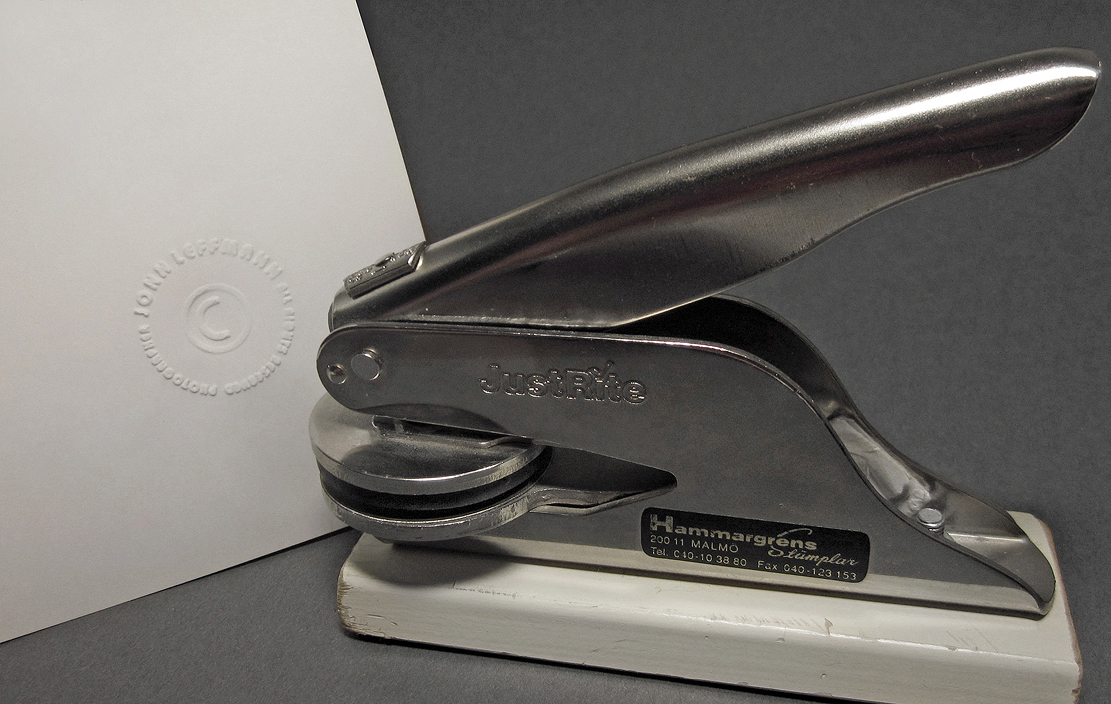
gaufrage à l'aide d'une pince à gaufrer

Dans les administrations, pour certifier un document, on a parfois recours à la pince à gaufrer, également appelée « pince à timbre sec » (et non « à sec ») ou plus rarement, « pince à estamper » : dans le domaine de l'art, le résultat peut alors s'appeler une « estampille gaufrée », marquant l'authenticité d'un document imprimé, en l’occurrence ici une estampe.
Le « timbre sec » a été utilisé depuis le XVIIe siècle pour certifier des documents notariés, des billets de banque, etc.

### Autres
Différentes autres méthodes permettent le gaufrage, il est par exemple possible de poser une feuille sur une forme, de la frotter avec un crayon, afin d'y appliquer de la couleur et le gaufrage simultanément. Cette méthode est davantage utilisée dans le domaine des arts.